# Robert "Rocky" Balboa Jr.
Robert Balboa, Jr., chiamato affettuosamente "Rocky" Jr., è un personaggio cinematografico presente nella saga di Rocky, interpretato da Seargeoh Stallone (in Rocky II), Ian Fried (in Rocky III), Rocky Krakoff (in Rocky IV), Sage Stallone (in Rocky V) e Milo Ventimiglia (in Rocky Balboa e in Creed II). È il figlio di Rocky Balboa e di sua moglie Adriana.

## Biografia del personaggio
Rocky II 
Robert nasce nel secondo film: infatti Adriana, dopo il matrimonio con Rocky, rimane incinta. Un giorno, dopo una discussione molto accesa tra Paulie e Adriana, quest'ultima sviene e partorisce prematuramente di 7 mesi. Successivamente al parto Adriana entra in coma e Rocky decide di non vedere il bambino fino al risveglio della moglie. Un po' di tempo dopo, Adriana si risveglia ed è proprio lei a proporre a Rocky di chiamare il bambino come lui: Robert "Rocky" Balboa.
 Rocky III 
Nel terzo capitolo è il normale figlio di Rocky e Adriana, un bambino di 5/6 anni che si appresta a crescere.
 Rocky IV 
Nel quarto capitolo è già più grande (all'incirca 8/9 anni). A differenza del precedente, qui Robert capisce il mestiere del padre e gli fa delle domande.
 Rocky V 
Nel quinto capitolo, Robert è un preadolescente in fase di crescita, (12/13 anni), quando Rocky e la sua famiglia sono costretti a ritornare nei quartieri poveri di Philadelphia, egli ne soffre molto, anche perché non è abituato a quei luoghi. I primi giorni sono difficili, viene anche picchiato da un compagno. Chiede al padre di insegnargli a tirare qualche pugno, Rocky accetta ma poi fa tutt'altro meno che stare dietro al figlio e alla moglie. Infatti Rocky allena Tommy Gunn, un ragazzo a cui dà cuore e anima e per cui mette da parte tutti. Comunque Robert si fa allenare dal secondo e riesce ad imporsi al compagno che lo picchiava. Visto il comportamento del padre, Robert diventa menefreghista e dopo che Rocky litiga con Tommy Gunn e dopo resosi conto che si stava scordando della sua famiglia, grazie soprattutto ad Adriana che gli farà capire che Tommy non potrà mai avere il suo stesso cuore, Rocky cerca di riconquistare il figlio, e dopo una lunga parlata in cui i due si chiariscono, ritornano ad essere l'un per l'altro. Alla fine del film Rocky regala a Robert la collana con il guantone che Rocky Marciano aveva regalato a Mickey e che, Mickey a sua volta aveva regalato a Rocky.
 Rocky Balboa 
Nel sesto capitolo, Robert è un uomo di quasi 30 anni, non abita con il padre e con lui ha un rapporto freddo, infatti Robert dà la colpa al padre se non è riuscito a trovare un lavoro decente. Rocky però cerca sempre il figlio, lo invita al ristorante che ha aperto con la moglie Adriana da cui è rimasto vedovo da 4 anni, ma lui cerca sempre delle scuse per non andarci. Quando il padre gli accenna di voler ritornare a combattere facendo piccoli incontri, Robert gli risponde dicendogli che è meglio se si toglie questa idea dal cervello. La goccia che fa traboccare il vaso è la decisione di Rocky di affrontare Mason Dixon, arrivati a questo punto Robert invita il padre ad uscire dal ristorante e una volta fuori, gli dice tutto quello che pensa e lo invita a non fare il match e che se viene dimenticato, lui verrà riconosciuto per quello che è, e non perché è il figlio di Rocky. A quel punto il padre gli fa un lungo discorso, concludendolo dicendogli che lui cercava qualcuno a cui dare la colpa dei suoi fallimenti e che l'ha trovato nel padre, e che non deve comportarsi così, perché questo è il comportamento di un codardo e che lui non è un codardo, mentre Rocky ritorna dentro il ristorante gli rivolge la frase Vai a trovare tua madre, cosa che Robert non fa da tempo. Dopo il discorso del padre va via ma rimane colpito dalle sue parole. All'indomani Robert va alla tomba della madre a cui porta i suoi fiori preferiti, lì trova il padre a cui dopo uno sguardo e due parole con cui si capiscono a volo, chiede di poterlo allenare. Durante il match è al fianco del padre, e alla sua conclusione lo abbraccia e gli dice che è stato il suo incontro migliore.
 Creed II 
Al termine del film, Robert riceve l'inaspettata visita del padre che, dopo anni in cui non aveva più avuto contatti con lui, ha finalmente trovato il coraggio di riconciliarsi col figlio, anche spinto dalla voglia di conoscere il piccolo Logan, figlio di Robert e quindi nipote dello stesso Rocky.

## Curiosità
In Rocky Balboa, l'interprete di Robert "Rocky Jr." doveva essere nuovamente Sage Stallone, ma, dopo il suo rifiuto, Sylvester Stallone scelse Milo Ventimiglia.